# Adja Soumano
Pour les articles homonymes, voir soumano.
Adja Soumano est une musicienne et chanteuse malienne.

## Biographie
Adja Soumano issue de la dynastie de Soumaoro Kanté, est originaire de Niantanso, fille de Fanta Damba une des divas de la musique traditionnelle malienne, de Hadjan Soumano et la nièce de Batafin Soumano.

## Parcours musical et engagement
Adja Soumano est connue au Mali pour ses chansons mandingues. Elle a participé à plusieurs évènements au niveau international notamment en 1997 à l'Afrovision de la Côte d’Ivoire, s'ensuit une nomination pour le meilleur album aux Mali Music Awards pour Kokabéré, une participation aux Kundé d’or au Burkina Faso, un trophée de Tamani d’or du meilleur artiste du Mali et le trophée Kora de la meilleure artiste féminine de l’Afrique de l’Ouest en 2005 en Afrique du Sud. La même année Adja Soumano est sacrée la meilleure artiste féminine du continent africain du trophée Kora.
Adja Soumano est une fervente combattante, engagée pour la défense de la cause des femmes africaines dans ses musiques.

## Récompenses
- 2004 : Trophées de la musique au Mali – Tamani d'Or
- 2005 : KORA All Africa Music Awards - Artiste de l'année et meilleur artiste ouest-africain

## Discographie
- 1989 : N’teri Diaba
- 1990 : Toukan Magni
- 1994 : Les Aigles
- 1999 : Jatigi sumu 1 et 2
- 2004 : Kokabéré, dont le single est dédié à sa défunte mère.

## Liens
- Notices d'autorité :   - VIAF
  - GND